# Deliver Us (Warlord)
Deliver Us è il primo EP degli Warlord, prodotto nel 1983, ed è considerato uno dei pilastri dell'epic metal. La versione giapponese conteneva la bonus track Mrs. Victoria.

## Tracce
1. Deliver Us From Evil – 6:08
2. Winter Tears – 4:46
3. Child of the Damned – 4:04
4. Penny For a Poor Man – 3:54
5. Black Mass – 5:34
6. Lucifer's Hammer – 3:50

## Formazione
- William J. Tsamis (Destroyer) - chitarra e basso
- Mark Zonder (Thunderchild) - batteria
- Jack Rucker (Damien King I) - voce
- Diane Kornarens (Sentinel) - tastiera